# Kalmar FF
Kalmar FF este un club de fotbal din Kalmar, Suedia fondat în anul 1910.

## Cupa
Performanțe obținute de Kalmar în cupa națională al Suediei.
| 2007 | Kalmar | 3 - 0 | Göteborg |
| 1987 | Kalmar | 2 - 0 | GAIS     |
| 1981 | Kalmar | 4 - 0 | Elfsborg |

| 2011 | Kalmar | 1 - 3 | Helsingborgs |
| 2008 | Kalmar | 0 - 0 | Göteborg     |
| 1978 | Kalmar | 0 - 2 | Malmö        |

| 2011 | Kalmar | 4 - 3 | Göteborg     |
| 2008 | Kalmar | 1 - 0 | Hammarby     |
| 2007 | Kalmar | 4 - 1 | Eskilstuna   |
| 1987 | Kalmar | 6 - 1 | Kvarnsvedens |
| 1981 | Kalmar | 3 - 1 | Helsingborgs |
| 1978 | Kalmar | 2 - 1 | Norrköping   |

| 2016 | Kalmar | 2 - 3 | Malmö      |
| 2010 | Kalmar | 2 - 2 | Hammarby   |
| 2006 | Kalmar | 1 - 1 | Gefle      |
| 1969 | Kalmar | 1 - 5 | Norrköping |

## Baraj
| An   | Club Sportiv | Acasă | Total | Deplasare | Adversar         |
| ---- | ------------ | ----- | ----- | --------- | ---------------- |
| 2020 | Kalmar       | 1 - 0 | 4 - 1 | 3 - 1     | Jönköpings Södra |
| 2019 | Kalmar       | 2 - 2 | 4 - 2 | 2 - 0     | Brage            |

## Palmares
| - Allsvenskan - Campioană : 2008 - Locul 2 : 1985, 2007 - Superettan - Campioană : 2001, 2003 | - Divizia 1 - Södra - Campioană : 1998 - Locul 2 : 1994 | - Cupa Suediei - Câștigătoare : 1981, 1987, 2007 - Finalistă : 1978, 2008, 2011 | - Supercupa Suediei - Câștigătoare : 2009 - Finalistă : 2008 | - La Manga Cup: - Câștigătoare : 2008 |

## Recorduri europene
- Q = Qualifying round

Liga Campionilor UEFA
| Sezon   | Rundă | Adversar  | Victorii | Înfrângeri | Egaluri |
| ------- | ----- | --------- | -------- | ---------- | ------- |
| 2009–10 | 2     | Debreceni | 3–1      | 0-2        | 3–3 (a) |

Cupa UEFA
| Sezon   | Rundă | Adversar                | Acasă | Deplasare | ?       |
| ------- | ----- | ----------------------- | ----- | --------- | ------- |
| 1979–80 | 1     | Keflavik                | 2–1   | 1–0       | 2–2 (a) |
| 1986–87 | 1     | Bayer Leverkusen        | 1–4   | 3–0       | 1–7     |
| 2008–09 | Q1    | Racing Union Luxembourg | 7–1   | 0–3       | 10–1    |
|         | Q2    | AA Gent                 | 4–0   | 2–1       | 5–2     |
|         | 1     | Feyenoord               | 1–2   | 0–1       | 2–2 (a) |

Cupa Cupelor UEFA
| Sezon   | Rundă | Adversar        | Acasă | Deplasare | ?       |
| ------- | ----- | --------------- | ----- | --------- | ------- |
| 1978-79 | 1     | Ferencváros     | 2–2   | 2–0       | 2–4     |
| 1981-82 | 1     | Lausanne Sport  | 3–2   | 2–1       | 4–4 (a) |
| 1987-88 | 1     | IA Akranes      | 1–0   | 0–0       | 1–0     |
|         | 2     | Sporting Lisbon | 1–0   | 5–0       | 1–5     |